# Championnat du Suriname de football 2005-2006
Navigation
Saison précédente Saison suivante
La saison 2005-2006 du Championnat du Suriname de football est la soixante-dixième édition de la Hoofdklasse, le championnat de première division au Suriname. Les quatorze formations de l'élite sont réunies au sein d'une poule unique où elles s'affrontent deux fois au cours de la saison. À l'issue du championnat, afin de faire passer le championnat de 14 à 13 équipes, les deux derniers du classement sont relégués et remplacés par le champion de Eerste Klasse.
C'est le Walking Bout Company qui remporte la compétition cette saison après avoir terminé en tête du classement final, avec un seul point d'avance sur le tenant du titre, le SV Robinhood et neuf sur l'Inter Moengotapoe. Il s’agit du second titre de champion du Suriname de l'histoire du club, deux ans après le premier.

## Les clubs participants
- SV Voorwaarts
- Super Red Eagles
- SCSV Takdier Boys
- SV Leo Victor
- Inter Moengotapoe
- Royal'95
- SV Randjiet Boys
- SV Cosmos
- SV Boma Star - Promu de Eerste Klasse
- FCS Nacional
- Walking Bout Company
- SV Transvaal
- SV Boskamp - Promu de Eerste Klasse
- SV Robinhood

## Compétition
Le barème de points servant à établir le classement se décompose ainsi :
- Victoire : 3 points
- Match nul : 1 point
- Défaite : 0 point

### Classement
| Rang | Équipe               | Pts | J  | G  | N  | P  | Bp | Bc | Diff |
| ---- | -------------------- | --- | -- | -- | -- | -- | -- | -- | ---- |
| 1    | Walking Bout Company | 57  | 26 | 17 | 6  | 3  | 75 | 33 | +42  |
| 2    | SV Robinhood'T'C     | 56  | 26 | 16 | 8  | 2  | 78 | 35 | +43  |
| 3    | Inter Moengotapoe    | 48  | 26 | 13 | 9  | 4  | 45 | 31 | +14  |
| 4    | FCS Nacional         | 47  | 26 | 14 | 5  | 7  | 66 | 36 | +30  |
| 5    | Royal'95             | 44  | 26 | 13 | 5  | 8  | 61 | 36 | +25  |
| 6    | Super Red Eagles     | 37  | 26 | 11 | 4  | 11 | 41 | 47 | -6   |
| 7    | SV Cosmos            | 36  | 26 | 11 | 3  | 12 | 47 | 51 | -4   |
| 8    | SV Leo Victor        | 34  | 26 | 8  | 10 | 8  | 51 | 46 | +5   |
| 9    | SV Transvaal         | 34  | 26 | 10 | 4  | 12 | 39 | 35 | +4   |
| 10   | SV Voorwaarts        | 31  | 26 | 9  | 4  | 13 | 36 | 42 | -6   |
| 11   | SV BoskampP          | 22  | 26 | 5  | 7  | 14 | 28 | 62 | -34  |
| 12   | SV Randjiet Boys     | 20  | 26 | 5  | 5  | 16 | 28 | 62 | -34  |
| 13   | SCSV Takdier Boys    | 20  | 26 | 4  | 8  | 14 | 31 | 67 | -36  |
| 14   | SV Boma StarP        | 19  | 26 | 5  | 4  | 17 | 30 | 73 | -43  |

|  | Champion du Suriname 2005-2006                                                       |
|  | Participation au barrage de relégation                                               |
|  | Relégation directe en Eerste Klasse                                                  |
|  | T : Tenant du titre C : Vainqueur de la Coupe du Suriname P : Promu de Eerste Klasse |

### Matchs

#### Barrage de relégation
Le SV Randjiet Boys et le SCSV Takdier Boys ont terminé la saison à égalité de points à la 12e place. Ils doivent donc disputer un match de barrage afin de déterminer quelle équipe doit descendre en Eerste Klasse.
| 4 juin 2006 | SV Randjiet Boys | 0 - 1 | SCSV Takdier Boys | Dr.ir. Franklin Essed Stadion, Paramaribo |
|             |                  |       | 56e Bhagwandin    |                                           |

- Le SV Randjiet Boys est relégué en deuxième division.

## Bilan de la saison
| Championnat du Suriname de football 2005-2006 |                                 |
| Champion                                      | Walking Bout Company (2e titre) |
| Coupes et trophées                            |                                 |
| Vainqueur de la Coupe du Suriname 2005-2006   | SV Robinhood                    |
| Qualifications continentales                  |                                 |
| CFU Club Championship 2006                    | Aucun                           |
| Promotions et relégations                     |                                 |
| Promus en Hoofdklasse                         | SV Jai Hanuma                   |
| Relégués en Eerste Klasse                     | SV Boma Star                    |
| Relégués en Eerste Klasse                     | SV Randjiet Boys                |